# Lorenz Pasch der Jüngere

Selbstporträt

Lorenz Pasch der Jüngere (* 6. Juni 1733 in Stockholm; † 29. April 1805 ebenda) war ein schwedischer Maler.

## Familie
Lorenz (auch Lorens) Pasch der Jüngere (schwedisch Lorenz Pasch den yngre) war Sohn des schwedischen Porträtmalers Lorenz Pasch des Älteren (1702–1766). Sein Onkel, der Hofmaler Johan Pasch (1706–1769), und seine Schwester Ulrika Pasch (1735–1796) waren ebenfalls bekannte schwedische Künstler.

## Ausbildung
Lorenz Pasch der Jüngere wuchs in eine Künstlerfamilie hinein. Nach Wunsch des Vaters, der ihn deswegen im Alter von zehn Jahren zur Ausbildung nach Uppsala schickte, hätte er Pfarrer werden sollen. Der Sohn entschied sich dann aber doch, in die künstlerischen Fußstapfen der Familie zu treten und begann eine Lehre im Atelier seines Vaters. Anschließend ging er mit Empfehlungen seines einflussreichen und wohlhabenden Onkels Johan Pasch nach Kopenhagen. Dort studierte der begabte junge Mann drei Jahre Malerei bei Carl Gustaf Pilo (1711–1793). Er setzte dann seine Ausbildung trotz guter Angebote aus Schweden ab 1758 in Paris fort, wo er sich in den Ateliers von Eustache Le Sueur und François Boucher auf Historienmalerei spezialisierte. Aus finanziellen Gründen vertiefte er auch seine Fähigkeiten in Porträtmalerei. Eine enge Freundschaft verband ihn in Paris mit seinem Landsmann Alexander Roslin.

## Hofporträtist
1764 brach Lorenz Pasch von Paris auf und kehrte 1766 nach Schweden zurück. Er vervollständigte sein Können ab 1768 an der vom französischen Künstler Guillaume Taraval (1701–1750) 1735 in Stockholm gegründeten Kungliga Akademien för de fria konsterna.
Schon kurz nach seiner Ankunft in Schweden fand Pasch als Porträtmaler Gunst und Anstellung am schwedischen Königshof und gewann die Wertschätzung von König Adolf Friedrich und seiner Frau Luise Ulrike. Er wurde zu einem der beliebtesten Adelsporträtisten seiner Zeit. Ab 1773 war Lorenz Pasch der Jüngere selbst Professor an der Akademie. Zu Ende seines Lebens konzentrierte er sich mehr auf die Ausbildung junger Künstler und auf die Verwaltungsaufgaben an der Akademie, dessen Direktor er nach dem Tod Pilos 1793 wurde.
Lorenz Pasch starb 1805 unverheiratet. Er blieb mit seinen kraftvollen Porträts einer der angesehensten Maler der gustavianischen Epoche in Schweden.

## Bilder

Tanzende Kinder
Königin Luise Ulrike, nach 1771
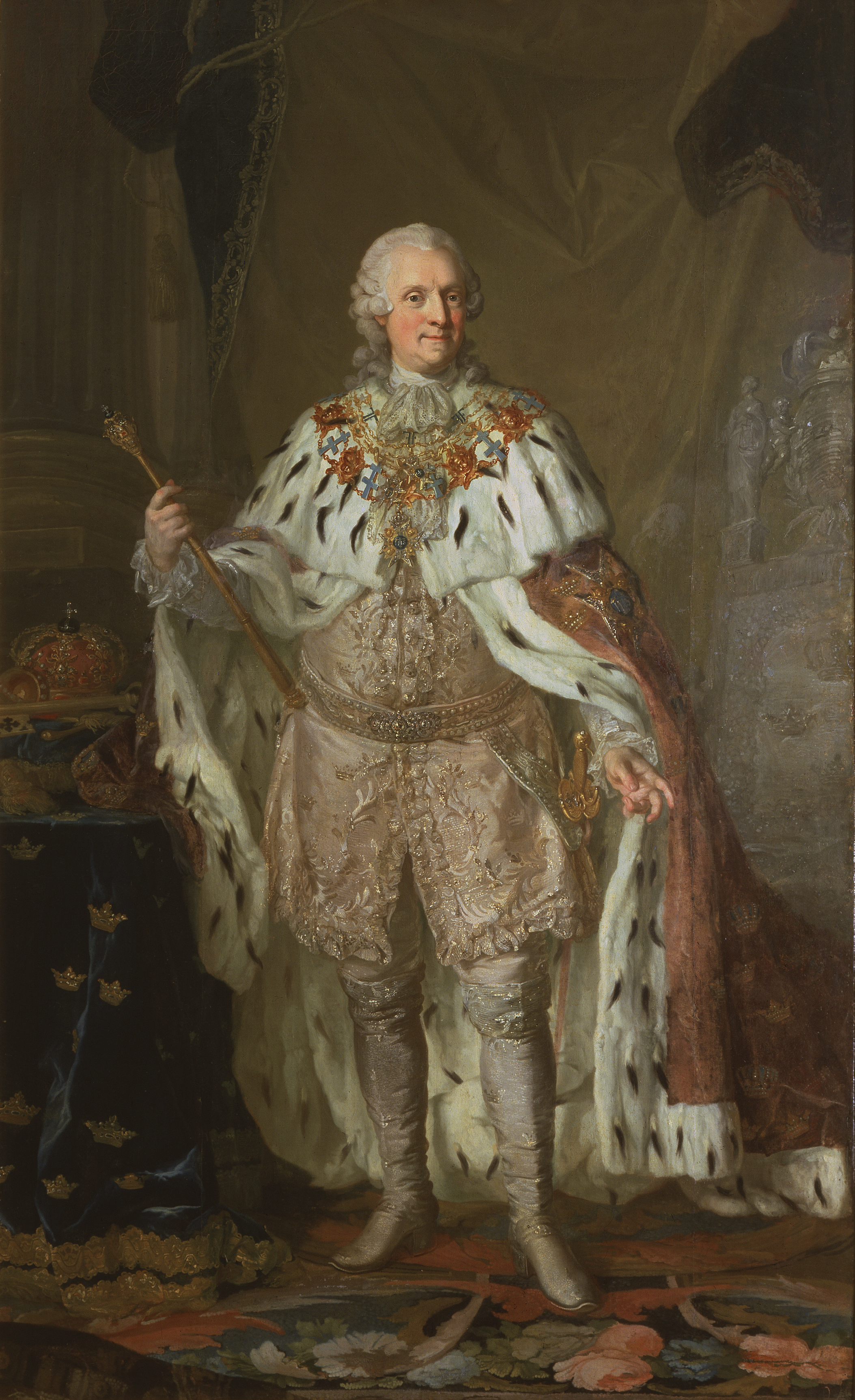
König Adolf Friedrich von Schweden
König Gustav III. von Schweden, 1777
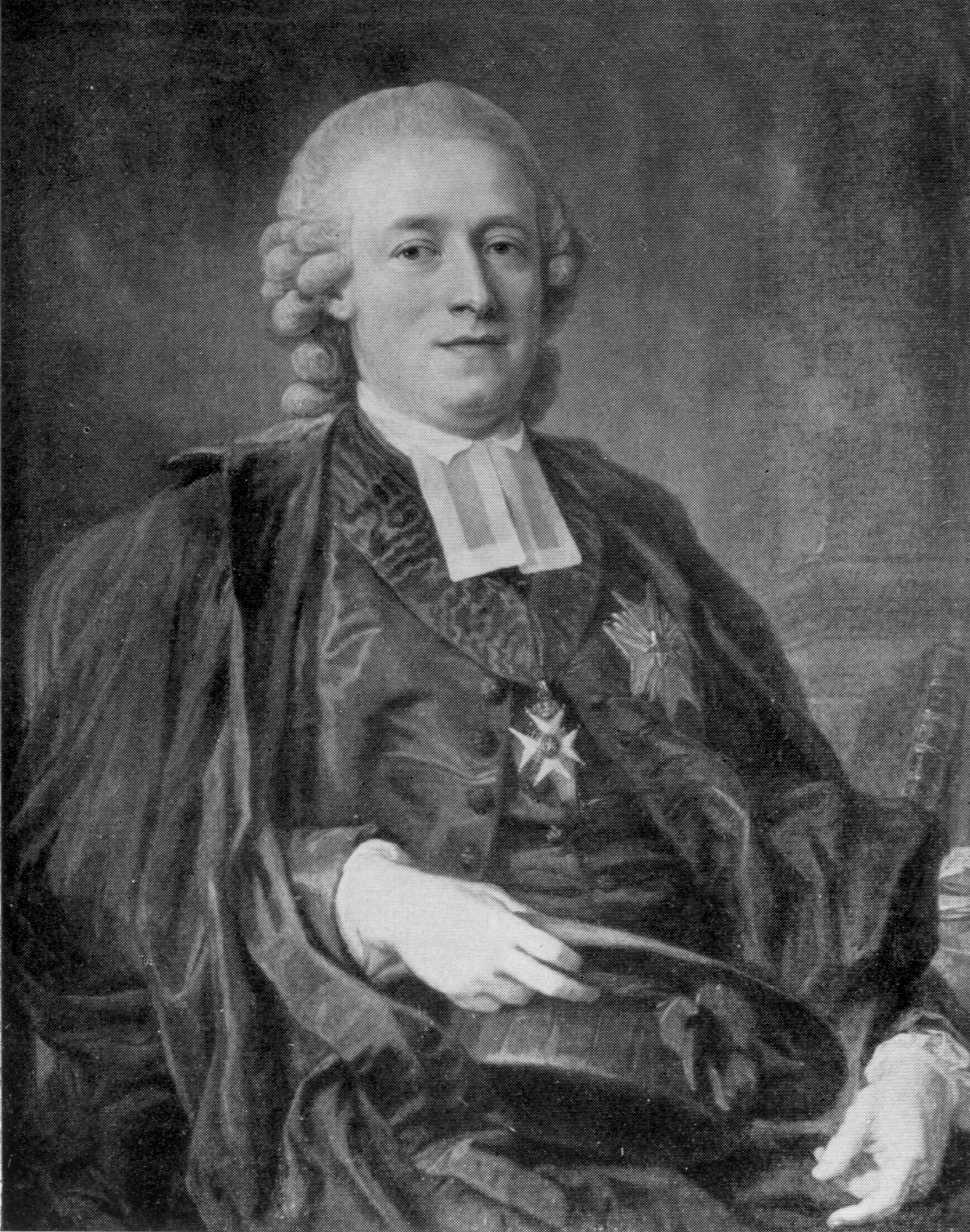
Erzbischof Uno von Troil
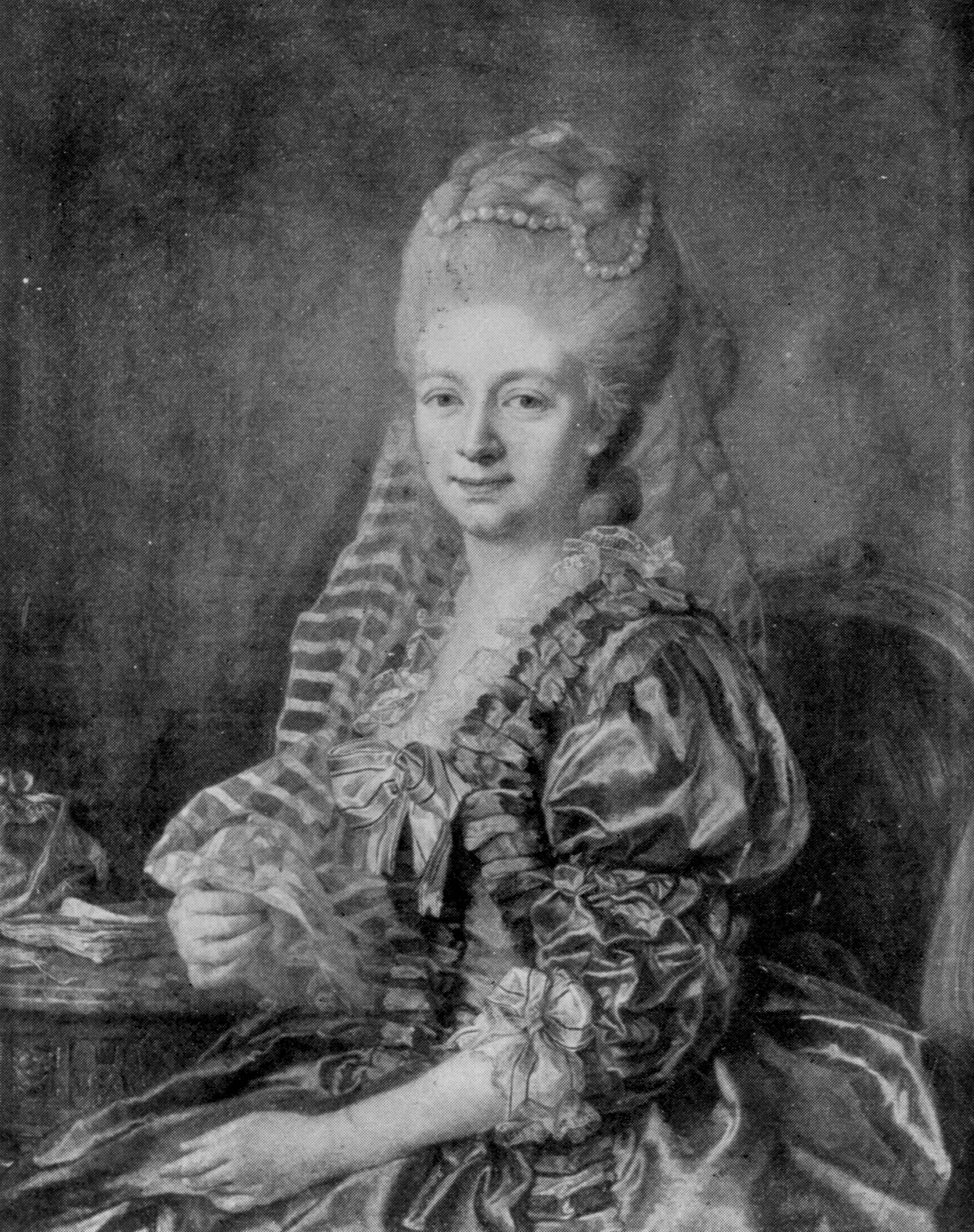
Magdalena von Troil
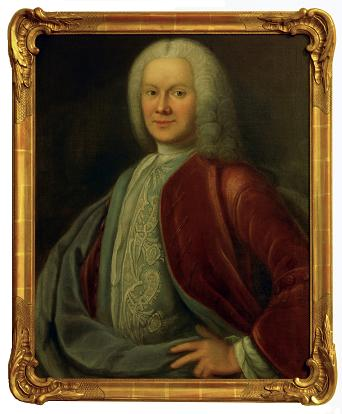
Nils Rosén von Rosenstein